# Склерофиты

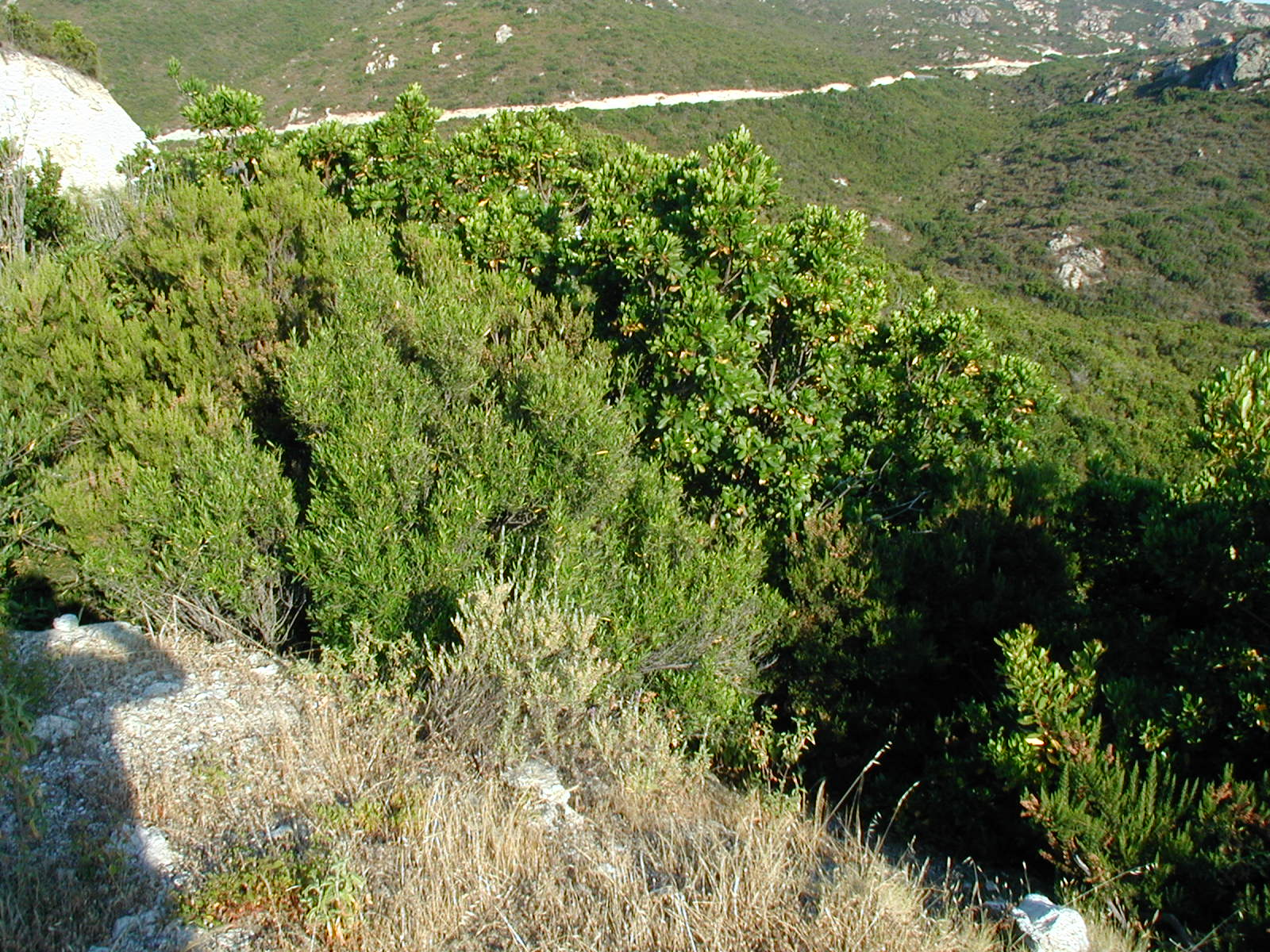
Маквис на Корсике

Склерофи́ты (от др.-греч. σκληρός (skleros) — жёсткий и φυτόν (phyton) — растение) — засухоустойчивые растения (ксерофиты), обладающие жёсткими побегами; склерофиты хорошо приспособлены для обитания в засушливых условиях за счёт сильного развития механических тканей листа. Характеризуются жёсткими листьями с толстой, препятствующей испарению кутикулой. Такая особенность достигается за счёт уменьшения размера клеток и межклеточного пространства. При дефиците влаги у склерофитов продолжительное время не наблюдается внешних признаков обезвоживания; они способны без вреда для себя терять до 25 % содержащейся в них влаги.
Древесные склерофиты образуют жестколистные леса, наиболее характерные для Средиземноморья (мирт, маслина, вечнозелёные виды дуба). Среди других древесных пород к склерофитам относятся некоторые хвойные (например, сосна). К типичным кустарникам-склерофитам относят саксаул, иглицу. В странах Средиземноморья кустарниковые склерофиты образуют обширные, часто труднопроходимые заросли (см. маквис и гарига; типичные представители — различные виды можжевельника, фисташки, маслины, ладанника). В Северной Америке аналогичные заросли называются чапараль (распространены на территориях Калифорнии, Аризоны, Мексики; наиболее типичные растения — кустарниковые дубы, чамиз, некоторые виды толокнянки). В Австралии подобные заросли именуются скрэб (характерные представители — кустарниковые эвкалипты и акации). Травянистые склерофиты — характерные степные растения; встречаются повсеместно в степных зонах (характерные представители — ковыль, типчак и многие другие злаки).